# سایبان ژاپنی
سایبان ژاپنی (نام علمی: Petasites japonicus) نام یک گونه از سرده سایبان است.